# Gigantogryllacris
Gigantogryllacris is een geslacht van rechtvleugeligen uit de familie Gryllacrididae. De wetenschappelijke naam van dit geslacht is voor het eerst geldig gepubliceerd in 1937 door Karny.

## Soorten
Het geslacht Gigantogryllacris omvat de volgende soorten:
- Gigantogryllacris adjutrix Brunner von Wattenwyl, 1898
- Gigantogryllacris athleta Brunner von Wattenwyl, 1888
- Gigantogryllacris compromittens Brunner von Wattenwyl, 1898
- Gigantogryllacris excelsa Brunner von Wattenwyl, 1888
- Gigantogryllacris heros Gerstaecker, 1860
- Gigantogryllacris marginipennis Karny, 1937
- Gigantogryllacris morotaiensis Karny, 1937
- Gigantogryllacris piceifrons Walker, 1869
- Gigantogryllacris producta Karny, 1928
- Gigantogryllacris rhodocnemis Karny, 1929
- Gigantogryllacris ternatensis Karny, 1928